# Enginyeria genètica
L'enginyeria genètica és el procediment tecnològic que s'utilitza per a modificar els gens d'un organisme. La producció d'organismes genèticament modificats pot ser també un dels objectius de l'enginyeria genètica.

## Història
El 1978 Daniel Nathans i Hamilton Smith van rebre el premi Nobel en medicina pel seu aïllament dels enzims de restricció anomenats 'endonucleases' que es va demostrar que podien tallar l'ADN en llocs específics. Junt amb l'enzim ligasa, que pot ajuntar fragments d'ADN, aquests catalitzadors formen la base de la tecnologia de l'ADN recombinant.

## Processos i tècniques
L'enginyeria genètica fa servir procediments que aconsegueixen la clonació o la transferència genètica amb l'aïllament, modificació reintroducció d'ADN als organismes vius per generar noves característiques. L'enginyeria genètica fa servir la tècnica de clonació utilitzant com a vector un plasmidi (molècula d'ADN circular de doble cadena pròpia dels procariotes, que pot existir i replicar-se independentment del cromosoma o estar-hi integrat) o un fagovirus (virus paràsit d'altres virus) i la tècnica de la mutagènesi (producció de mutacions sobre ADN, clonat o no).
La modificació per enginyeria genètica segueix essencialment cinc passos: 1) aïllament dels gens d'interès; 2) inserció dels gens en un vector de transferència; 3) transferència del vector (amb el gen inserit a dins) a l'organisme que es vol modificar; 4) transformació de les cèl·lules de l'organisme, i 5) selecció dels organismes en què s'ha aconseguit obtenir un organisme modificat genèticament.

### La tecnologia de l'ADN recombinant

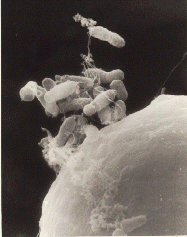
A. tumefaciens adherint-se a una cèl·lula de pastanaga.

La tecnologia de l'ADN recombinant consisteix a aïllar i modificar un fragment d'ADN d'un organisme per a recombinar-lo amb el d'un altre organisme
Generalment es tracta l'ADN amb una endonucleasa de restricció que origina en aquest cas un tall escalonat en els dos fils dobles d'ADN. Els extrems escalonats d'ambdós fils d'ADN són complementaris, una condició que han de tenir si es volen unir. Els dos ADN així tallats es barregen, s'escalfen i es refreden suaument. Els seus extrems cohesius s'apariaran donant lloc a un nou ADN recombinat, amb unions no covalents. Les unions covalents es formen afegint-hi ADN ligasa i una font energètica per formar els enllaços.
Un altre enzim clau per unir els ADN és la transferasa terminal, que pot addicionar molts residus de desoxiribonucleòtids successius a l'extrem 3′ dels fils de l'ADN. D'aquesta manera poden construir-se cues de poliguanina en els extrems 3′ d'un dels fils d'ADN i cues de policitosina en els extrems de l'altra cadena. Com aquestes cues són complementàries, permetran que els dos ADN s'uneixin per complementarietat. Posteriorment, es formen els enllaços covalents per l'ADN ligasa.
L'ADN recombinat s'insereix en un ADN vector que actua com a vehicle per introduir-lo en una cèl·lula hoste que el repliqui; els vectors o transportadors més utilitzats són els plasmidis i l'ADN del fag lambda.

### La seqüenciació de l'ADN
És un conjunt de tècniques que permeten conèixer l'ordre en què apareixen els nucleòtids en l'ADN, que és la base de la informació genètica dels organismes. Aquesta tècnica té diverses aplicacions: mèdiques, com ara la recerca d'algun polimorfisme genètic que s'associï amb una malaltia; bàsiques, com ara comparar la història evolutiva d'un organisme, o forenses.

### La reacció en cadena de la polimerasa
La tècnica de la reacció en cadena de la polimerasa (PCR, de l'anglès polymerase chain reaction) aprofita l'activitat enzimàtica per la qual es replica l'ADN en les cèl·lules per aconseguir una gran quantitat de còpies d'ADN a partir de quantitats petites.S'utilitza una polimerasa o una barreja de diverses que puguin resistir temperatures elevades, sent la més comuna la polimerasa Taq. La tècnica consisteix a fer diversos cicles de temperatures elevades per aconseguir la desnaturalització de l'ADN i temperatures més baixes per a l'amplificació de l'ADN desnaturalitzat mitjançant la polimerasa.

## Aplicacions
En el cas d'actuar sobre microorganismes, l'enginyeria genètica s'anomena blanca, quan actua sobre plantes s'anomena enginyeria verda i roja quan ho fa sobre animals incloent-hi també els humans.
Exemple de la utilitat de l'enginyeria genètica és la producció d'insulina humana a través de bacteris modificats i l'obtenció de noves races de rates de laboratori amb diverses malalties per a poder investigar-les.

### Plantes
Utilitza, entre altres vectors, l'Agrobacterium bacteri que en la natura origina deformacions en les plantes i la crucífera Arabidopsis sp. com a model d'estudi. S'han aconseguit així, entre altres coses, introduir gens que poden fer les plantes resistents a determinat herbicida, letals a insectes que les ataquen o fer plantes que acumulin substàncies medicinals útils.

### Animals
Es fan servir vectors retrovirals, microinjecció d'ADN a ous fecundats, de cèl·lules mare totipotents i clonació per transferència nuclear. En animals de granja, les finalitats que s'obtenen amb aquesta tècnica són múltiples. Es pot destacar la producció de llet modificada que pot incorporar productes medicinals. Els animals transgènics, com ara la vaca Huomen, serveixen de model per a estudiar malalties humanes.

## Objeccions a la modificació genètica
L'opinió pública es mostra en general més favorable al consum de medicines obtingudes per transformació genètica que als usos alimentaris. La manipulació genètica en éssers humans planteja en moltes persones objeccions de tipus moral o ètic.

## Avantatges i inconvenients
Gràcies a l'enginyeria genètica, es poden fer certes combinacions entre gens de diferents espècies, per tal de solucionar problemes i millorar el rendiment econòmic comercial de les explotacions. Es poden buscar cures a malalties genètiques perquè les noves generacions neixin més sanes.
Amb l'agricultura, la ciència ha aconseguit què es conreïn amb major tolerància a les sequeres o protegits enfront de reblaniment. En alguns cultius, s'han posat gens de bacteris perquè es desenvolupin proteïnes insecticides i reduir l'ús d'insecticides.
També es poden utilitzar gens humans responsables de la producció d'insulina en cèl·lules bacterianes per obtenir insulina de gran qualitat a baix cost. Aquestes cèl·lules poden produir molta quantitat, ja que es produeixen a una gran velocitat. Però, un d'aquests perills és el fet que darrere dels projectes de modificació genètica hi ha companyies multinacionals molt preocupades per l'interès econòmic, també es pot contaminar a altres plantes no transgèniques.
Hi ha també la hipòtesi que els aliments amb modificacions genètiques poden arribar a ser cancerígens en el cas de ser consumits per subjectes productius o en un estat immunitari deficient. També poden produir al·lèrgies, potser degut al material genètic transferit, a la formació inesperada d'un al·lergen o a la falta d'informació sobre la proteïna que codifica el gen inserit.

## Biotecnologia genètica
En la dècada de 1970 es van obrir noves perspectives en el camp de la biotecnologia gràcies a l'elaboració de noves tècniques que permeten arribar directament al material que està en l'origen de totes les característiques i processos vitals, és a dir, l'ADN. Aquest conjunt de tècniques moleculars de manipulació genètica rep el nom d'enginyeria genètica.
El seu objectiu és la manipulació in vitro de l'ADN, la introducció d'aquest ADN modificat en cèl·lules vives i la seva incorporació com a part del material hereditari d'aquestes cèl·lules. D'aquesta manera, ADN de diverses procedències, per exemple, la fracció d'ADN humà que regula la síntesi d'insulina, pot introduir-se en bacteris de manera que passa a formar part del seu genoma i aconseguir així que el bacteri adquireixi la capacitat d'elaborar insulina.

### Teràpia gènica
La teràpia gènica consisteix a substituir o afegir, segons el cas, una còpia normal de la regió defectuosa de l'ADN per poder solucionar i restablir la funció alterada, evitant el desenvolupament de malalties d'origen genètic, com per exemple la facultat defensiva davant les malalties infeccioses. Les malalties amb les quals s'ha començat a treballar són, entre unes altres, la deficiència de l'enzim adenosina desaminasa, coneguda com la dels «nens bombolla» i la distròfia muscular de Duchenne

### Implicacions ètiques
L'enginyeria genètica té aplicacions en camps molt diversos; dos dels més importants són la medicina i la creació de noves espècies o millora de les existents. El progrés en aquests àmbits pot aportar resultats capaços d'alleujar alguns problemes de gran importància, però l'explotació comercial de les tecnologies requerides només és a l'abast d'unes poques empreses multinacionals. La tradicional dependència econòmica dels països subdesenvolupats té en l'enginyeria genètica un nou element de desequilibri. En un altre ordre de coses, l'enginyeria genètica pot plantejar greus problemes ètics. Hi ha opinions molt diverses sobre on han de situar-se els límits de modificació del material que és a la base de tots els processos vitals.
A l'inici dels experiments de l'ADN recombinant, diversos investigadors van mostrar la seva preocupació pels riscos d'aquestes tècniques. A diversos països es van crear comitès per discutir l'ús i l'aplicació de tècniques d'enginyeria genètica.

## Enginyeria genètica en éssers vius

### Enginyeria genètica en bacteris
Són els éssers vius més utilitzats en enginyeria genètica. El bacteri més utilitzat és Escherichia coli. S'usa en la majoria de processos d'enginyeria genètica.
Una altra aplicació que s'han fet, ha estat modificar genèticament bacteris que viuen en el sistema digestiu de l'ésser humà en un lapse mínim de sis mesos a un any, amb l'objectiu de disminuir l'apetit. Aquesta investigació es basa en N-acil-fosfatidiletanolamina, i N-acil-etanolamina, encarregades d'enviar senyals al hipotàlem, que és l'encarregat de la ingesta d'aliments.

### Enginyeria genètica en llevats i altres fongs
Són juntament amb els bacteris els sistemes més utilitzats. El Saccharomyces cerevisiae va ser el primer sistema eucariota seqüenciat completament. Un altre llevat important és Pichia pastoris, utilitzada per aconseguir proinsulina en cultiu discontinu i quitinasa en cultiu continu. En el camp dels fongs destaca per la seva labor mèdica Penicillium.

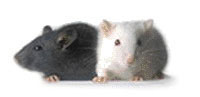
Ratolins knockout.

### Enginyeria genètica en animals
La modificació genètica dels animals persegueix múltiples objectius: augmentar el rendiment del bestiar, produir animals amb malalties humanes per a la investigació, elaborar fàrmacs, etc.
Les principals aplicacions de l'enginyeria genètica en animals s'han dut a terme en peixos, a causa que la fecundació és externa, la qual cosa permet la introducció del gen en el zigot abans que s'uneixin el nucli de l'espermatozoide i el de l'òvul. S'han obtingut carpes transgèniques que creixen molt més ràpidament, a causa de la incorporació del gen de l'hormona del creixement de la truita, i salmons transgènics, que resisteixen millor les baixes temperatures.
En els mamífers, s'han obtingut ratolins transgènics, amb diferents gens modificats. No obstant això, la seva aplicació per a la millora d'espècies és encara preliminar, enfocant-se l'estudi des d'un punt de vista més aviat purament científic.

### Enginyeria genètica en plantes
S'han desenvolupat plantes transgèniques de més de quaranta espècies.
Mitjançant enginyeria genètica s'han aconseguit plantes resistents a malalties produïdes per virus, bacteris o insectes. Aquestes plantes són capaces de produir antibiòtics, toxines i altres substàncies que ataquen els microorganismes. També s'han aconseguit altres tipus de millores, com ara la producció de diferents substàncies en els aliments que augmenten la seva qualitat nutricional, millorar les qualitats organolèptiques d'un producte o que certes plantes siguin més resistents a determinats factors ambientals, com ara el fred.
Un exemple d'això és el bacteri Agrobacterium tumefaciens que té la capacitat  de transferir ADN entre regnes diferents. L'impacte d'aquesta troballa ha tingut grans aplicacions en diversos camps de la biologia vegetal, agricultura i biotecnologia. Així mateix, aquesta interacció ha donat motiu a formular models de senyalització cel·lular, transport cèl·lula a cèl·lula, import nuclear de proteïnes i ADN i mecanismes d'integració genòmica (Tzfira i Citovsky, 2000). Durant el procés d'infecció A. tumefaciens introdueix en la cèl·lula vegetal una part del seu ADN (ADN de transferència), el qual és integrat dins del genoma de la planta. Els gens de l'ADN de transferència són expressats en la ceŀlula hoste i indueixen la formació de tumors i la síntesi d'uns derivats d'aminoàcids anomenats opines els quals són aprofitats pel bacteri.
Les tècniques d'enginyeria genètica també permeten el desenvolupament de plantes que donin fruits de maduració molt lenta. Així, és possible recollir tomàquets madurs de la tomatera i que arribin al consumidor conservant intactes el seu sabor, olor, color i textura. La millora de la qualitat de les llavors és també un objectiu.
Les aplicacions farmacèutiques són un altre gran punt d'interès. La biotecnologia permet desenvolupar plantes transgèniques que produeixen substàncies d'interès farmacològic, com a anticossos, certes proteïnes o hormones, com l'hormona del creixement.

## Aplicacions de l'enginyeria genètica en medicina i indústria farmacèutica

### Obtenció de proteïnes d'éssers vius
Una sèrie d'hormones com la insulina, l'hormona del creixement, factors de coagulació, etc., tenen un interès mèdic i comercial molt gran. Abans, l'obtenció d'aquestes proteïnes es realitzava mitjançant la seva extracció directa a partir de teixits o líquids corporals. En l'actualitat, gràcies a la tecnologia de l'ADN recombinant, es clonen els gens de certes proteïnes humanes en microorganismes adequats per a la seva fabricació comercial. Un exemple típic és la producció d'insulina que s'obté a partir del llevat Saccharomyces cerevisae, en el qual s'insereix el gen de la insulina en humans.

### Obtenció de vacunes recombinants
El sistema tradicional d'obtenció de vacunes a partir de microorganismes patògens inactius, pot comportar un risc potencial. Moltes vacunes, com la de la hepatitis B, s'obtenen actualment per enginyeria genètica. Com la majoria dels factors antigènics són proteïnes el que es fa és clonar el gen de la proteïna corresponent.
Vacunes atenuades: S'eliminen els gens de virulència d'un agent infecciós per provocar una resposta immunitària. L'organisme modificat genèticament pot usar-se sense risc que es reverteixi al tipus virulent.
Actualment s'està assajant una vacuna de ceps estables de Vibrio cholerae que es troba desproveït del gen que codifica la seva enterotoxina, la qual provoca la malaltia. Un altre assaig ha estat en Salmonella, on se li han llevat certs gens que encara que no són virulents, converteixen la soca en atenuada una vegada desapareguts, és a dir que disminueixen la seva virulència 1.000.000 de vegades. La seva efectivitat ha aconseguit demostrar-se en ovelles, bovins, pollastres i fins a en humans recentment
Vacunes d'organismes recombinants vius: Per a aquestes s'utilitzen microorganismes no patògens als quals s'incorporen gens d'agents patògens que codifiquen els antígens que desencadenen la resposta immunitària. El virus vacunal té un genoma ampli i seqüenciat que permet acomodar diversos gens forans en el seu interior pel que és un vector recombinant molt utilitzat. A partir d'aquest mètode s'ha aconseguit desenvolupar la vacuna contra la ràbia inserint el genoma del virus, provocant la resposta immunitària en l'organisme de l'hoste. D'igual manera s'han assajat les expressions de gens que codifiquen antígens de virus de l'hepatitis B, de la grip i de l'herpes simple. Amb aquest mètode, es podria aconseguir el desenvolupament de vacunes que immunitzin simultàniament per a diverses malalties, inserint en el virus recombinant diversos gens de diferents organismes patògens alhora.
Vacunes de subunitats: Per a agents infecciosos que no es poden mantenir en cultiu, s'aïllen els gens que codifiquen les proteïnes causants de la resposta. Aquests gens es poden clonar i expressar en un hoste alternatiu com ara bacteris, llevats o línies cel·lulars de mamífers. Després d'inserit el gen d'interès, el bacteri o llevat recombinant inicia amb la producció de subunitats de proteïnes en grans quantitats, que són recol·lectades i purificades per utilitzar-les com a vacunes. La vacuna contra l'hepatitis B va ser la primera posada al mercat sent produïda per aquest mètode.
Vacunes d'ADN: Consisteixen en plasmidis en els quals s'introdueix tan sols una diminuta quantitat del material genètic del patogen contra el qual es pretén lluitar. En injectar el plasmidi en el múscul o la pell, aquest penetra dins de la cèl·lula i arriba al nucli, comandant llavors la producció dels antígens del patogen que desencadenaran la resposta immunitària. Així, es trasllada la fàbrica de la vacuna als teixits de l'hoste. En l'actualitat es fan assajos de diverses vacunes d'aquest tipus, alguns exemples són la vacuna per a l'hepatitis B, per a la malària, per a la grip, per a l'herpes simple i per a la SIDA.

### Diagnòstic de malalties d'origen genètic
Si és coneix la seqüència de nucleòtids d'un gen responsable d'una certa anomalia, es pot diagnosticar si aquest gen anòmal està present en un determinat individu. Fins ara ha estat possible la localització dels gens responsables de la fibrosis quística, la distròfia muscular, l'hemofília o l'Alzheimer. Per identificar aquests gens s'usen sondes d'ADN.
La clonació de gens pot rendir dos tipus de productes: el DNA clonat, útil com a reactiu específic en assajos de diagnòstic per hibridació o bé els productes proteics dels gens clonats (antígens purificats per a inmunodiagnòstic en producció de vacunes).
Hi ha descrites prop de 500 malalties hereditàries produïdes per mutacions recessives. Les tècniques d'enginyeria genètica han servit per diagnosticar-ne algunes, per exemple, l'anèmia falciforme.

### Obtenció d'anticossos monoclonals
Aquest procés obre les portes per lluitar contra malalties com ara el càncer i diagnosticar-lo fins i tot abans que n'apareguin els primers símptomes.
L'interferó va ser el primer medicament produït per enginyeria genètica. És utilitzat com a medicament complementari a la quimioteràpia per a la cura del càncer. La seva producció era cara fins al 1980, però gens d'interferó van ser introduïts en bacteris usant tecnologia de recombinació de l'ADN permetent així el cultiu massiu i purificació de les emissions bacterianes.